# Carole Quinton
Carole Louise Quinton, angleška atletinja, * 11. julij 1936, Rugby, Warwickshire, Anglija, Združeno kraljestvo.
Nastopila je na poletnih olimpijskih igrah v letih 1956 in 1960, ko je osvojila srebrno medaljo v teku na 80 m z ovirami. Na evropskih prvenstvih je osvojila srebrno medaljo v štafeti 4x100 m leta 1950, na igrah Britanskega imperija pa v teku na 80 m z ovirami leta 1958.